# Difret
Difret es una película dramática etíope de 2014 escrita y dirigida por Zeresenay Berhane Mehari. Se estrenó en competencia en el Festival de Cine de Sundance 2014, donde ganó el Premio del Público Cinematográfico Dramático Mundial. Angelina Jolie fue su productora ejecutiva.
Se estrenó posteriormente en el 64.º Festival Internacional de Cine de Berlín en la sección Panorama, donde ganó el Premio del Público. Fue seleccionada como la entrada etíope a la Mejor Película en Lengua Extranjera en los 87 Premios de la Academia, pero no fue nominada.
El título en amárico: ድፍረት  se traduce literalmente como "coraje", "audacia", pero también puede ser un eufemismo para "el acto de ser violada".

## Sinopsis
La película narra un caso judicial que sentó precedente legal prohibiendo el secuestro de niñas novias (ጠለፈ tʼelefa ) en Etiopía. Cuenta la historia de una niña de 14 años, Hirut Assefa (basada en la historia de Aberash Bekele), que es secuestrada en su camino de la escuela a la casa y posteriormente trata de escapar, pero termina disparando a su futuro esposo. En su aldea, la práctica del secuestro para casarse es común y una de las tradiciones más antiguas de Etiopía. Meaza Ashenafi, fundadora de la Asociación de Abogadas de Etiopía (EWLA), llega de la ciudad para que su equipo represente a Hirut y argumente que actuó en defensa propia.

## Controversia
Fue prohibida temporalmente en septiembre de 2014 por supuestamente dar "demasiado crédito" a Ashenafi, según una denuncia de Bekele, en cuya experiencia se basó la película. El caso se resolvió fuera de los tribunales y finalmente se levantó la prohibición. El director de la película, se disculpó con Bekele por "cualquier percepción errónea y por cualquier daño que [ellos] pudieran haber causado". Posteriormente, disfrutó de una exitosa presentación teatral en Etiopía e inició sus esfuerzos de divulgación educativa que se centran en crear conciencia sobre el tema del matrimonio infantil.

## Recepción
Recibió críticas mixtas tras su estreno en el Festival de Cine de Sundance 2014. Dennis Harvey de Variety, dijo en su reseña que “'presenta un mensaje importante, aunque en términos narrativos bastante torpes. Más exhibiciones y menos narrativas habrían hecho que este drama inspirado en hechos de Zeresenay Berhane Mehari fuera tan artístico como informativo. Aun así, los festivales y otros medios atraídos por los problemas de justicia social harán cola para esta característica etíope relativamente rara lista para la exportación". Boyd van Hoeij en su crítica para The Hollywood Reporter llamó a la película "Un drama silencioso y poderoso, basado en una historia real, que se basa en narrativas familiares". Tiene una puntuación del 58% en Metacritic.

## Reconocimientos

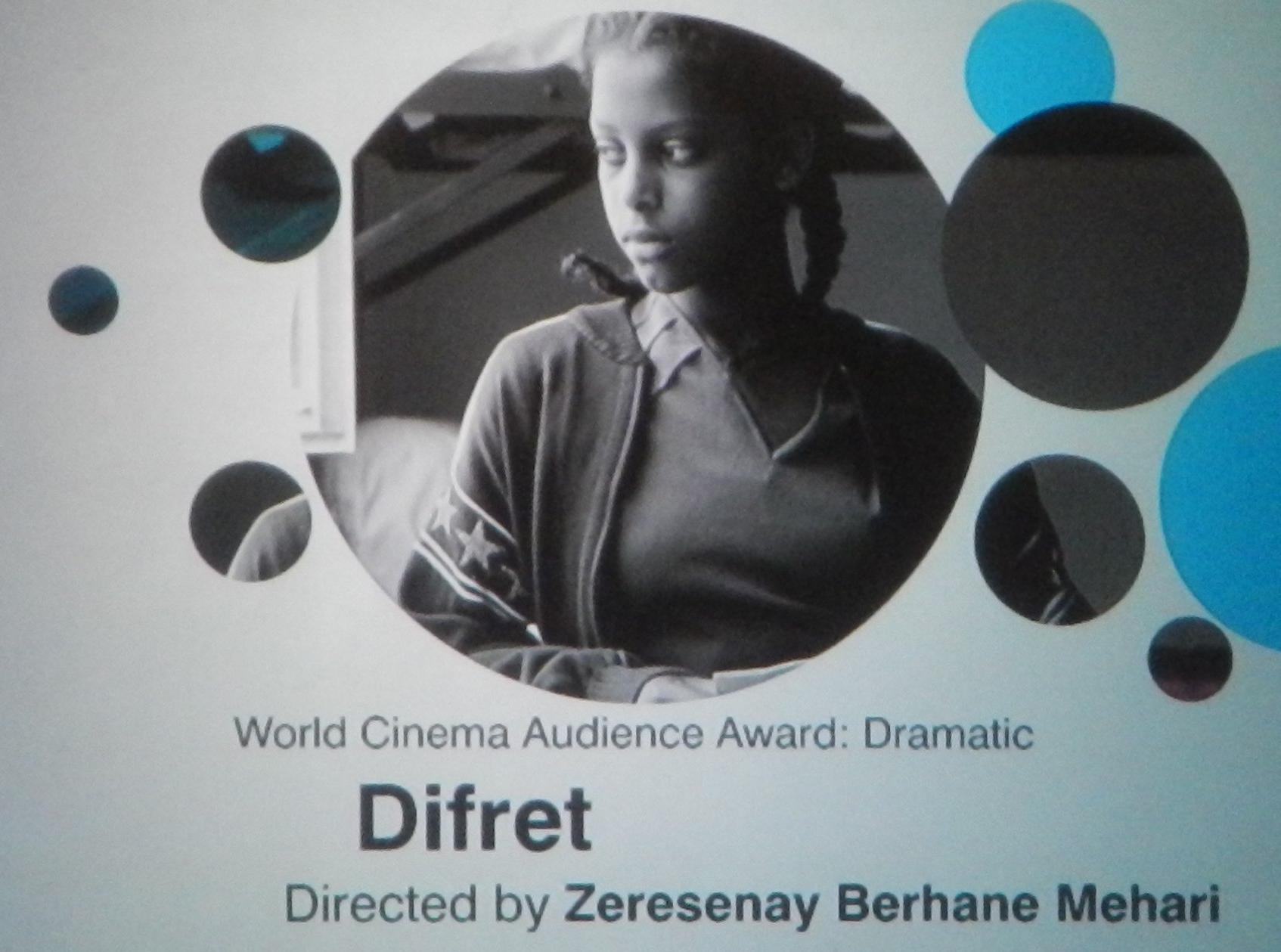
Difret ganó el premio de la audiencia en Sundance 2014

| Año  | Premio                             | Categoría                               | Nominado                 | Resultado |
| ---- | ---------------------------------- | --------------------------------------- | ------------------------ | --------- |
| 2014 | Festival de Cine de Sundance 2014  | World Cinema Grand Jury Prize: Dramatic | Zeresenay Berhane Mehari | Nominada  |
| 2014 | Festival de Cine de Sundance 2014  | Audience Award: World Cinema Dramatic   | Zeresenay Berhane Mehari | Ganadora  |
| 2014 | Berlin International Film Festival | Panorama Audience Award                 | Zeresenay Berhane Mehari | Ganadora  |